# Richard Barham Middleton

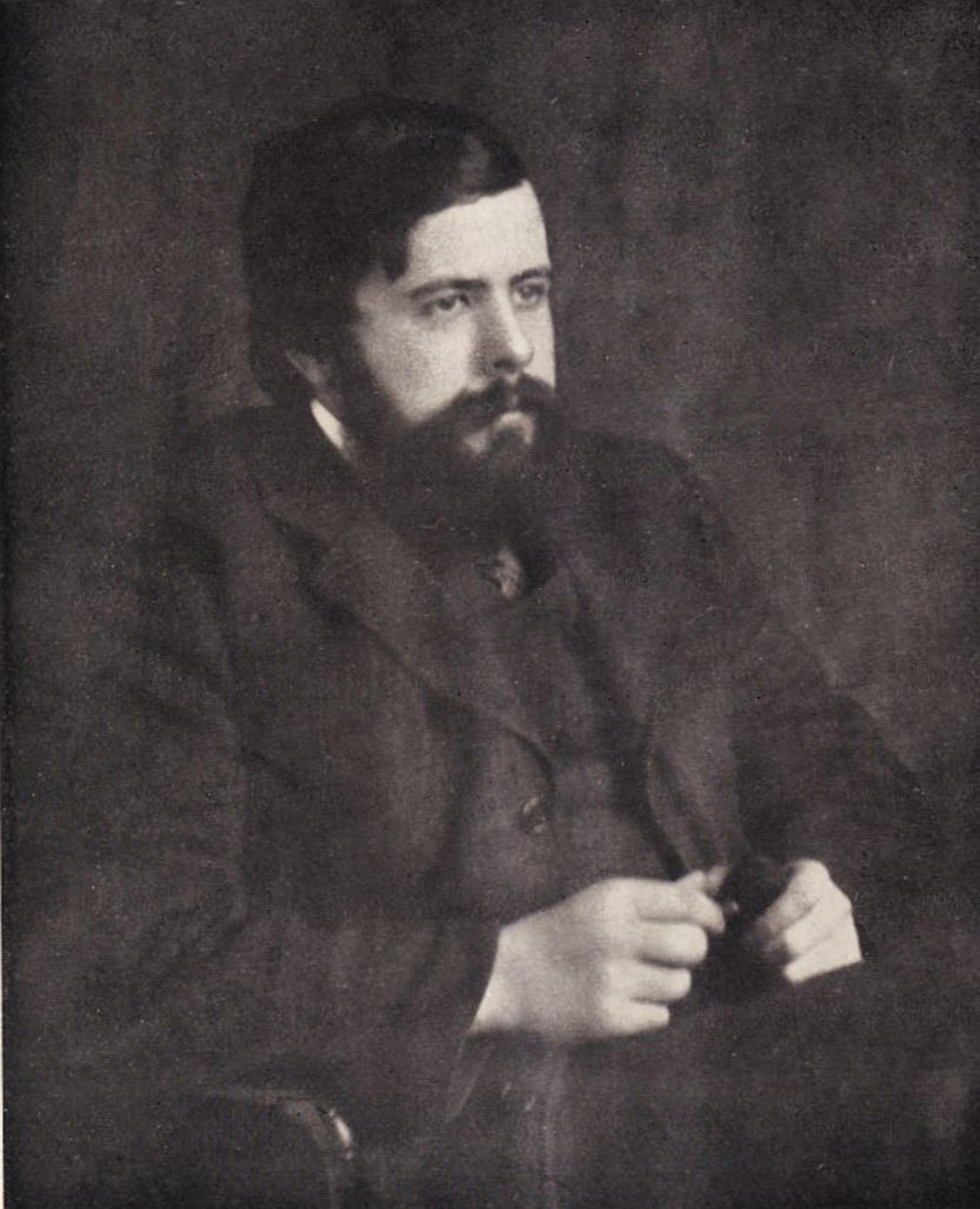
Richard Barham Middleton ca. 1909

Richard Barham Middleton (* 28. Oktober 1882; † 1. Dezember 1911 in Brüssel) war ein britischer Poet und Dichter, der mit seinen phantastischen Kurzgeschichten Bekanntheit erlangte, in Deutschland insbesondere mit der Gespenstergeschichte Auf der Landstraße.

## Leben
Nach seiner Ausbildung an der Cranbrook School Kent arbeitete er in London als Angestellter für eine Bank.  Von seinem offiziellen Leben unausgefüllt, führte er nachts das Leben eines Bohemiens, das in Arthur Ransomes Bohemia in London literarisch beschrieben wird. Richard Middleton beging 1911 in Brüssel Selbstmord. Die Erinnerung an sein literarisches Werk hielten u. a. die Autoren und Journalisten Edgar Jepson und John Gawsworth wach. Seine Geschichten tauchten in vielen Anthologien auf.
Eine Begegnung mit dem jungen Raymond Chandler soll letzteren beeinflusst haben, eine Karriere als Schriftsteller zu beginnen.

## Werke
- Poems and Songs. 1912
- Poems and Songs Second Series. 1912
- The Day Before Yesterday. 1912 (Essays)
- The Ghost Ship: And Other Stories. 1912
- Monologues. 1913
- Queen Melanie And the Woodboy. 1931 (Roman)
- The Pantomime Man. 1933 (Erzählungen)
- New Tales of Horror. 1934
- Richard Middleton. Richards Press, 1937 (Gedichte)
- Das Geisterschiff. Steidl Verlag, Göttingen 2020. (Aus dem Englischen von Andreas Nohl.)